# Edwards (Colorado)
Edwards è un centro abitato (census-designated place) degli Stati Uniti d'America, situato nella contea di Eagle dello stato del Colorado. Nel censimento del 2000 la popolazione era di 8.257 abitanti.

## Geografia fisica
Secondo i rilevamenti dell'United States Census Bureau, Edwards si estende su una superficie di 102,8 km².